# یواس‌اس اسنوبل (ای‌ان-۵۲)
یواس‌اس اسنوبل (ای‌ان-۵۲) (به انگلیسی: USS Snowbell (AN-52)) یک کشتی بود که طول آن ۱۹۴' ۶" بود. این کشتی در سال ۱۹۴۳ ساخته شد.